# 日本肺癌学会
特定非営利活動法人日本肺癌学会（にほんはいがんがっかい、英称：The Japan Lung Cancer Society）は、肺癌及びこれに関する領域の研究の進歩ならびに知識の普及をはかり、もって患者をはじめ広く人類の健康と福祉の増進に寄与することを目的に昭和35年に設立された学会。日本医学会分科会の一つであり、また日本学術会議の協力学術研究団体である。会員数は約1万名超。学会事務局を東京都中央区日本橋3丁目8番16号ぶよおビル4階に置いている。

## 沿革
- 1960年（昭和35年）- 肺癌研究会として発足。
- 1966年（昭和41年）- 日本肺癌学会と公称。
- 2007年（平成19年）- 特定非営利活動法人日本肺癌学会設立。
- 2013年（平成25年）- 肺がん医療向上委員会設立。
- 2014年（平成26年）- 日本医学会分科会加盟。

## 代表者
理事長： 弦間昭彦 （日本医科大学学長・医学部教授）

### 歴代会長
| 代数 | 氏 名    | 主な前職                                                                | 在 任           |
| ---- | -------- | ----------------------------------------------------------------------- | --------------- |
| 初代 | 加藤治文 | 東京医科大学名誉教授、山王病院呼吸器センター 特別顧問                   | 2007年 - 2008年 |
| 2代  | 一瀬幸人 | 九州がんセンター臨床研究センター長                                      | 2008年 - 2010年 |
| 3代  | 中西洋一 | 九州大学大学院医学研究院 臨床医学部門内科学講座呼吸器内科学分野主幹教授 | 2010年 - 2014年 |
| 4代  | 光冨徹哉 | 近畿大学医学部外科学教室主任教授                                        | 2014年 - 2018年 |
| 5代  | 弦間昭彦 | 日本医科大学学長・内科学講座主任教授                                    | 2018年 -        |

## 総会
日本肺癌学会学術集会
- 年1回開催（2019年度は大阪にて開催）

## 機関誌
編集長：大江裕一郎 （国立がん研究センター中央病院、東京慈恵会医科大学大学院教授）
- 『肺癌』（年間7回発行）

## 肺がん医療向上委員会
肺がん医療向上委員会広報大使
- 2013年（平成25年）11月 - 発足

### 現任メンバー
- 久光重貴 - 湘南ベルマーレの選手、元フットサル日本代表
- 黒木平 　（東京医科歯科大学医学部、医学生団体MFF代表顧問）
- 中川結理 （富山大学医学部、東京歯科大学歯学部、ダブルドクター、ミス・グランド・ジャパン2018ファイナリスト）
- 後藤貴子 （福岡大学医学部）
- 藤島悠貴 （九州大学医学部、日米学生会議日本側代表）
- 楠見恭未　（大阪市立大学医学部）
- 川竹絢子 （京都大学医学部、博覧会国際事務局（BIE）総会にて学生を代表して万博誘致スピーチ[1]）
- 阿南　舞 （九州大学医学部、ミス九大コンテスト2017グランプリ）
- 富沢武士 （大阪歯科大学、2020Mr SAKE）

### 歴代メンバー
- 秋山ありす　（医師、アイドルグループLinQ元メンバー）
- 福岡佳奈子　（医師、2017ミス・ユニバース・ジャパン愛媛代表）[2]
- 川口真実　　（看護師、元バイトAKB）

## 関連団体
- 日本医学会連合
- 日本医学会
- 日本学術会議
- 国際肺癌学会
- 日本外科学会
- 癌と骨病変研究会
- 国際科学技術財団
- 日経メディカルオンライン
- 診断・治療情報コンテンツライブラリー（東北大学地域医療教育開発センター）
- 禁煙推進学術ネットワーク
- 肺癌登録合同委員会
- 日本臨床試験研究会
- がん診療画像レファレンスデータベース
- キャンサーネットジャパン
- 内科系学会社会保険連合
- UICC
- UICC日本委員会

## 関連事項
- 医学 / 歯学 / 薬学 / 看護学
- 腫瘍学
- 悪性腫瘍 / 腫瘍 / 癌腫 / 肉腫 / 良性腫瘍 / 発癌性
- 日本医学会 / 学会の一覧
- 日本学術会議協力学術研究団体